# Elisabeth Moore
Elisabeth Holmes Moore (ur. 5 marca 1876 w Brooklynie, zm. 22 stycznia 1959 w Starke) – amerykańska tenisistka.
W wieku 16 lat po raz pierwszy awansowała do finału mistrzostw USA (obecne US Open); przegrała z Mabel Cahill 7:5, 3:6, 4:6, 6:4, 2:6, w pierwszym w historii pięciosetowym meczu kobiet. Do 1978 była najmłodszą finalistką w historii turnieju (jej wynik poprawiła nieco młodsza Pam Shriver). Moore wygrała czterokrotnie mistrzostwa USA – w 1896, 1901, 1903 i 1905, także cztery razy była w finale (oprócz 1892 również w 1897, 1902 i 1904; miała ponadto prawo udziału w finale w 1906 jako obrończyni tytułu, ale nie wystąpiła, oddając tytuł zwyciężczyni turnieju eliminacyjnego Helen Homans).
W 1896 i 1903 wygrywała mistrzostwa USA w deblu (1895, 1901 i 1904 przegrywała w finale) oraz w 1902 i 1904 w mikście (finalistka 1892 i 1905). Jej występy w finałach na przestrzeni 13 lat (1892-1905) są rekordem turnieju.
W 1901 jako jedyna kobieta w historii tenisa rozegrała dzień po dniu dwa mecze pięciosetowe. W finale turnieju eliminacyjnego mistrzostw USA pokonała Marion Jones 4:6, 1:6, 9:7, 9:7, 6:3, w finale głównym wygrała z obrończynią tytułu Myrtle McAteer 6:4, 3:6, 7:5, 2:6, 6:2. Zaniepokojone zbyt wielką dawką wysiłku dla kobiet władze federacji amerykańskiej USTA podjęły decyzję o rozgrywaniu finałów do dwóch wygranych setów, co nie spotkało się z sympatią Moore.
Zawodniczka praworęczna; w 1971 została wpisana do Międzynarodowej Tenisowej Galerii Sławy.